# Alfred Asikainen
Pour les articles homonymes, voir Asikainen.
Alfred Johan "Alpo" Asikainen (2 novembre 1888 - 7 janvier 1942) était un lutteur finlandais qui gagna la médaille de bronze aux Jeux olympiques d'été de 1912 à Stockholm, dans la catégorie poids moyen.
Il gagna en 1911 le championnat du monde de lutte gréco-romaine organisé à Helsinki. Aux JO de 1912, il remporte ses 4 premiers combats, dont un contre le futur vainqueur Claes Johanson, et rencontre Martin Klein en demi-finale. Il perd le match après un combat de 11 heures et 40 minutes, le plus long enregistré dans l'histoire.